# マリア・アンナ・カロリーネ・フォン・プファルツ＝ノイブルク
マリア・アンナ・カロリーネ・フォン・プファルツ＝ノイブルク（ドイツ語：Maria Anna Karoline von der Pfalz-Neuburg, 1693年1月30日 - 1751年9月12日）は、バイエルン選帝侯子フェルディナントの妃。

## 生涯
マリア・アンナ・カロリーネはフィリップ・ヴィルヘルム・アウグスト・フォン・デア・プファルツとアンナ・マリア・フランツィスカ・フォン・ザクセン＝ラウエンブルクの次女である。
1693年、父フィリップ・ヴィルヘルムと姉レオポルディーネが相次いで死去した。母アンナ・マリアは1697年7月2日にデュッセルドルフで後にトスカーナ大公となるジャン・ガストーネ・デ・メディチと再婚した。母アンナ・マリアとジャン・ガストーネは結婚当初はフィレンツェではなく、母アンナ・マリアのボヘミアの領地にあったプロスコヴィツェ城に住んだが、1年もたたないうちにジャン・ガストーネは母アンナ・マリアをプラハに残し、1708年にはフィレンツェに戻った。
1719年2月5日にライヒシュタット（現ザークピ）でフェルディナント・フォン・バイエルンと結婚した。1723年、継父ジャン・ガストーネがトスカーナ大公となり、母アンナ・マリアはトスカーナ大公妃となったがトスカーナに行くことはなかった。
1738年に夫フェルディナントが死去し、マリア・アンナ・カロリーネは1751年に死去した。

## 子女
- マクシミリアン・ヨーゼフ・フランツ（1720年 - 1738年）
- クレメンス・フランツ・デ・パウラ（1722年 - 1770年） - バイエルン選帝侯位の事実上の継承者であったが、継承前に死去。
- テレーゼ・エマヌエーレ（1723年 - 1743年）